# Rhabdomastix nigroapicata
Rhabdomastix nigroapicata là một loài ruồi trong họ Limoniidae. Chúng phân bố ở miền Cổ bắc.